# Francesco Corni
Francesco Corni (Modena, 14 settembre 1952 – Strambino, 21 gennaio 2020) è stato un disegnatore italiano, specializzato in rilievi archeologici e disegni architettonici ed urbanistici del passato.

## Biografia
Professionalmente si è formato nel 1975 presso la scuola dell'archeologo svizzero Charles Bonnet come disegnatore e rilevatore archeologico per la Soprintendenza ai beni culturali della Valle d'Aosta.

## Attività
Dal 1980  ha collaborato come disegnatore con le Soprintendenze archeologiche di Torino, Milano, Aosta, Sassari e Ancona e dal 1986, con periodici italiani della Giorgio Mondadori Editore (Bell'Italia, Bell'Europa, Antiquariato) e con riviste europee divulgative (Rutas del Mundo, Mediterranée Magazine, Abenteuer & Reisen).
Le sue tavole sono state inoltre inserite in guide turistiche della Gallimard, della De Agostini e della Mondadori, ovvero si trovano in pannelli didattici nella presentazione di monumenti, punti panoramici e luoghi storici. Ha collaborato all'editoria scolastica Utet e Paravia.
Ha collaborato con il Dipartimento di scienze ambientali e territoriali della Facoltà di architettura di Reggio Calabria per la  realizzazione di un ipertesto dal titolo Mediterranea, una città di 250 milioni di abitanti.
Come autore di libri illustrati ha realizzato il volume Aosta la città romana, vincitore del "Premio Willien" nel 1990. Ha illustrato inoltre Il castello di Fenis, I mulini d'Italia, il Gotico in Europa, la trilogia La storia dell'uomo della De Agostini, la collana didattica edita dalla Jaka Book, con i volumi Lebek, una città sul mare nel Nord Europa e Umm El Madayan, una città araba del Nord Africa.
Ha esposto i suoi disegni nella mostra Segni di pietra. Torri, castelli, manieri e residenze. Disegni e osservazioni, presso il Forte di Bard.

## Caratteristiche del disegno
Presenta un disegno realistico e minuzioso, che si snoda come un racconto, a volte accompagnato dalla parola scritta.
I volumi Lebek, una città sul mare nel Nord Europa e Umm El Madayan, una città araba del Nord Africa sono impostati come descrizioni di città immaginarie, esempio di uno stile urbanistico e architettonico. Nel volume Aosta la città romana, si descrive la fondazione della città e la costruzione dei suoi monumenti principali, l'organizzazione del territorio agricolo e le strade in direzione dei valichi alpini.

## Pubblicazioni
- Lebek, una città sul mare nel Nord Europa, Jaca Book, 1991
- Umm El Madayan, una città araba del Nord Africa, Jaca Book, 1993
- La Sardegna antica, Imago MediaEditrice, 2001
- Aosta antica, la città romana, Tipografia Valdostana, 2004
- Gotico in Europa, Priuli e Verlucca, 2005
- I mulini in Italia, F.G., 2005
- Valle d'Aosta medievale, Sarre, Tipografia Testolin, 2005.
- Torino Capitale, Tipografia Parena, 2011.
- Atlante Cisalpino, Le città romane del Nord Italia, Strambino, Ink Line Editrice, 2012. ISBN 9788890814105